# Parque nacional de Khuean Srinagarindra
El Parque nacional de Khuean Srinagarindra (en tailandés, อุทยานแห่งชาติเขื่อนศรีนครินทร์), también conocido como parque nacional de Si Nakharin, es un área protegida del centro de Tailandia, en el golfo de Tailandia en la Kanchanaburi. Se extiende por 1.532 kilómetros cuadrados. El gobierno decidió el 9 de enero de 1979 reservar la zona para parque nacional, y el 38.º parque nacional fue establecido completamente en 1981. Forma parte del Complejo forestal occidental.
Presenta cascadas, manantiales y un pantano creado por la presa de Srinagarindra. Se encuentra próximo a otros parques nacionales: Erawan y Sai Yok. Hay pluvisilva y bosque caducifolio. Su punto más alto alcanza los 1.200 m s. n. m.